# The Whitest Kids U' Know
The Whitest Kids U' Know est une troupe de comédiens américains à l'origine de sketchs et d'un programme de télévision du même nom. Le groupe est composé de Trevor Moore, Sam Brown, Zach Cregger, Timmy Williams et Darren Trumeter. La série du même nom compte plus de 50 épisodes d'une durée de 15 à 30 minutes et est diffusée sur Fuse TV à partir de 2007, puis est diffusée de 2007 au 17 juin 2011 sur IFC.
En France, l'émission a été diffusée sur la chaîne Virgin 17 à partir du 28 janvier 2009, en VF et en VOSTF. C'est la société JokeBox de Benjamin Morgaine qui a importé la série en France, en y ajoutant en guise d'introduction un programme court intitulé Allez... ça va bien se passer dans lequel l'humoriste français Jonathan Lambert incarnait à la fois un psychanalyste et son patient.